# KatjaKaj och BenteBent
KatjaKaj och BenteBent (originaltitel KatjaKaj og BenteBent) är en dansk tecknad serie av Anders Morgenthaler som hade premiär 2001. Serien består av 26 femminutersavsnitt och handlar om två lustiga figurers vardag.
Seriens storyboard gjordes av designern Jan Solheim och animatören Jacob Iey. Berättare i de svenska avsnitten är Lennart Jähkel, som också gör alla röster.

## Rollfigurerna
- Bentebent är lång och smal, iklädd en orange skjorta av samma typ som Bentebent. Han har en lång, spetsig näsa. Hans ben är lika korta som Bentebents, alltså sitter längden huvudsakligen i överkroppen.
- Katjakaj är kort och mullig, iklädd en ljust färgad skjorta. Han har mycket korta ben.
- Pelle Pirat är en kostymerad pirat.
- 13 blå irritationer är en grupp personer klädda i blått som hjälper KatjaKaj och BenteBent när de går för att utforska skogen.
- Gammal ost
- Morfar är morfar till KatjaKaj och BenteBent. Han berättar för dem om när han var ett barn, i episoden När jag var en pojke.
- August är en aubergine.
- LennartLenard
- Goodman
- Ice dame är en kvinna som säljer glass i episoden Pengar växer inte på träd.
- Tiden är en klocka.
- Flaskmunken visas i episoden Flaskmunken. Denna man sätter allt du hittar i en flaska.

## Episoder
1. "13 blå irritationer"
2. "Det var en gång ett litet moln, som visst var en ko"
3. "Flaskmunken"
4. "När jag var en liten pojke''
5. "När man hittar en grönsak"
6. "Ostfisaren"
7. "Pelle Pirat blir vuxen"
8. "Pengar växer inte på träd"
9. "RoButler X möter maka"
10. "Soffväljare"
11. "Stranden"
12. ''Historien om en berättare''
13. "TV - och hur man hittar fästmö till den"
14. "Varför änglar inte har vingar"
15. "Vita kissen & källarhavet"
16. "Zoologisk TV"
17. "Vad är det för fel med att använda en Gnu som kundvagn"
18. "Vart har tiden tagit vägen?"[källa behövs]
19. "Pelle Pirat, en kusin eller nåt sånt"[källa behövs]
20. "Ett öga i nacken"[källa behövs]
21. "Suga pil och halva kungariket"[källa behövs]
22. "Nu ska vi se på TV"[källa behövs]
23. "Teckningskriget"[källa behövs]
24. "BenteBents lilla berättelse"
25. "Den döda fågeln"
26. "Vad gör man med en stor hund?"[1]

## Språkversioner och röster
| Språk               | Titel                       | Skådespelare       |
| ------------------- | --------------------------- | ------------------ |
| Danska (original)   | KatjaKaj og BenteBent       | Anders Morgentaler |
| Norska              | KatjaKaj og BenteBent       | Asgeir Borgemoen   |
| Svenska             | KatjaKaj och BenteBent      | Lennart Jähkel     |
| Svenska (i Finland) | KatjaKaj och BenteBent      | Riko Eklundh       |
| Engelska            | JenniferJohn and BritneyBob | Padraig Collins    |
| Nederländska        | KatjaKaj en BenteBent       | Maxim Hartman      |
| Spanska             | JuanaJuani y Tinatoni       | ?                  |